# Ariola pallidithorax
Ariola pallidithorax är en fjärilsart som beskrevs av W. Warren 1912. Ariola pallidithorax ingår i släktet Ariola och familjen trågspinnare. Inga underarter finns listade i Catalogue of Life.